# Françoise Pavy
Pour les articles homonymes, voir Pavy.
Françoise Pavy est une actrice française.
Notamment active dans le doublage, elle est entre autres la voix française régulière de Donna Mills et Mary-Margaret Humes ainsi que l'une des voix d'Amy Aquino, Connie Sellecca et Bonita Friedericy.

## Biographie
Au début des années 1970, Françoise Pavy obtient le rôle de Pascale dans la série télévisée Nanou.
En 1973, elle joue un petit rôle dans le film Moi y'en a vouloir des sous de Jean Yanne.
En 1974, elle est choisie pour jouer dans le long métrage La Gueule ouverte de Maurice Pialat.
En 1982, elle obtient l'un des rôles principaux dans la pièce de théâtre Areu = MC2 écrite et mise en scène par Gérard Hernandez et Marc Moro, diffusée à la télévision en mars et avril 2014.
Dans les années 1980-1990, elle s'illustre davantage dans le doublage de séries télévisées et dans de nombreuses séries d'animation pour la jeunesse.
En 2003, elle joue dans le court métrage Emma qui grandit, aux côtés de François Leccia entre autres.
En 2012, elle joue dans la pièce de théâtre Le Plaisir,.
En 2022, Un visiteur inattendu d'Agatha Christie, mise en scène Frédérique Lazarini, Artistic Théâtre

## Théâtre
Note : Les informations mentionnées proviennent du site RS Doublage et Théâtre Online.
Années 1960 :
- Notre petite ville de Thornton Wilder, mise en scène par Raymond Rouleau, Théâtre de l'Épée de Bois et Tréteaux de France
- Hélène d'Euripide, premier festival estival de Paris aux Arènes de Lutèce

Années 1970 :
- Le Bal des chiens de Remo Forlani, mise en scène par André Barsacq, Théâtre de l'Atelier
- Thérèse est triste de Coluche, avec le Vrai Chic Parisien à l'Alliance française
- Candide de Voltaire, mise en scène par Guy Lauzin, Théâtre de Nice et en tournées
- Coucou, c'est encore moi de Luis Rego, La Pizza du Marais
- Androclès et le Lion de George Bernard Shaw, mise en scène par Guy Rétoré, TEP
- Coquin de coq de Sean O'Casey, mise en scène par Guy Rétoré), TEP et cour d'honneur d'Avignon

Années 1980 :
- Cause à mon cuq. Ma télé est malade de et mise en scène par Alain Scoff, théâtre des Quatre cent coups et Les Blancs Manteaux
- Areu = Mc2 de Gérard Hernandez et Marc Moro, mise en scène par Gérard Hernandez, théâtre des Blancs Manteaux (4 ans) et en tournée
- La Fête noire de Jacques Audiberti, mise en scène par Georges Vitaly, théâtre du Lucernaire
- Moi, moi et moi de Charles Milton, mise en scène par Georges Vitaly), théâtre du Lucernaire

Années 1990 :
- La Visite de la vieille dame de F. Durrenmatt, mise en scène par Régis Santon, théâtre des Célestins à Lyon et théâtre du Palais-Royal
- La Ménagerie de verre de Tennessee Williams, Nanterre, Festival de Pau et Festival d'Avignon
- Le Jour et la Nuit de P. Bourdieu et Didier Bezace, théâtre de la Commune d'Aubervilliers et La Criée

Années 2000 :
- Les Femmes avec leur amour de Paula Jacques, Théâtre 13
- La Damnation de Freud de Tobie Nathan, Isabelle Stengers et Lucien Hounkpatin, Festival d'Avignon, Cartoucherie de Vincennes Théâtre de l'Epée de Bois et tournée en Guadeloupe et Martinique
- T'es pas ma mère de Prune Berge, Festival d'Avignon lecture spectacle
- Je t'aime de Sacha Guitry, Théâtre 14 et Festival d'Angers
- 2012 : Le Plaisir de Crébillon fils, Théâtre de la Pépinière, Théâtre du Lucernaire et Théâtre Mouffetard
- 2022 : Un visiteur inattendu d'Agatha Christie, mise en scène Frédérique Lazarini, Artistic Théâtre

## Filmographie
Note : Les informations mentionnées proviennent du site IMDb, RS Doublage et Cinemotions.

### Cinéma

#### Longs métrages
- 1960 : Un homme de trop de Costa-Gavras : Suzanne
- 1962 : L'Amour à vingt ans de François Truffaut (film à sketches)
- 1973 : Moi y'en a vouloir des sous de Jean Yanne
- 1974 : La Gueule ouverte de Maurice Pialat
- 1974 : Les Chinois à Paris de Jean Yanne
- 1976 : L'Idole des jeunes de Yvan Lagrange : Dalida
- 1979 : Et la tendresse ? Bordel ! de Patrick Schulmann : la maîtresse de Léo

#### Courts métrages
- date inconnue : Si c'était à refaire de Yoann de Birague d'Apremont
- 1997 : L'Affaire Dubuffet de Cécile Déroudille
- date inconnue : Les Fourmis de Yoann de Birague d'Apremont
- 2003 : Emma qui grandit d'Élodie Gay
- 2004 : Doux et Mou de Lucie Duchêne : Emma

### Télévision

#### Téléfilms
- 1982 : Areu = MC2 de Marion Sarraut : la petite fille
- 1997 : Le Pantalon d'Yves Boisset : Lavandière #2
- 2000 : Deux femmes à Paris de Caroline Huppert
- 2002 : Jean Moulin d'Yves Boisset : Madame Raisin
- date inconnue : Histoires courtes de Pierre Goutas
- 2009 : L'Affaire Salengro d'Yves Boisset : Catherine

#### Séries télévisées
- 1970 : Nanou : Pascale
- 1982 : Les Amours des années grises, épisode Histoire d'un bonheur de Marion Sarraut : la vampire
- date inconnue : Madame le Maire
- date inconnue : La Vie Nathalie
- 1991 : Cas de divorce, épisode Léger contre Léger : Dorine Rivière
- 2000 : L'Instit, épisode Le Choix de Théo de José Pinheiro : la directrice
- 2005 : Crimes ordinaires de Frédéric Berthe

## Doublage
Note : Les informations mentionnées proviennent du site RS Doublage et Planète Jeunesse.

### Cinéma

#### Films
- Linda Lavin dans :
  - Le Nouveau Stagiaire (2015) : Patty
  - How to Be a Latin Lover (2017) : Millicent Dupont
  - Nancy Drew and the Hidden Staircase (2019) : Flora
  - Naked Singularity (en) (2021) : la juge Cymbeline
  - Hollywood 1953 (2021) : Madelyn Pugh, âgée
- Dianne Wiest dans :
  - La Mule (2018) : Mary
  - La Grande Traversée (2020) : Susan
- Glenda Jackson dans :
  - Entre les lignes (2021) : Jane Fairchild, âgée
  - The Great Escaper (en) (2023) : Irene Jordan
- 1974[n 1] : La Tour infernale : Lisolette Mueller (Jennifer Jones)
- 1984 : La Route des Indes : Adela Quested (Judy Davis)
- 2006 : Alyssa et les Dauphins : Lucy (Katharine Ross)
- 2007 : 30 jours de nuit : Lucy Ikos (Elizabeth Hawthorne)
- 2015 : Mad Max: Fury Road : Vuvalini (Gillian Jones)
- 2015 : Joy : Mimi (Diane Ladd)
- 2016 : American Pastoral : Sylvia Levov (Julia Silverman)
- 2017 : A Beautiful Day : la mère de Joe (Judith Roberts)
- 2018 : Gentlemen cambrioleurs : Lynne Reader (Francesca Annis)
- 2020 : Rebecca : ? (?)
- 2023 : Barbie : Ruth Handler (Rhea Perlman)
- 2023 : Tu peux oublier ma bat-mitsva ! (en) : Bella (Bunny Levine)
- 2023 : La Probabilité statistique de l'amour au premier regard : Mme O'Callaghan (Tracy Wiles (en))
- 2023 : Scandaleusement vôtre : Mabel (Eileen Atkins)
- 2024 : Mothers' Instinct : Mamie Jean (Caroline Lagerfelt)

#### Films d'animation
- 1989 : Cristal Triangle : Juno Cassidy (OAV)
- 2009 : Summer Wars : Sakae Jinnouchi[12]
- 2019 : Toy Story 4 : Margaret, la propriétaire du magasin
- 2020 : SamSam : Mamie Poâ
- 2020 : Soul : Mère Teresa

### Télévision

#### Téléfilms
- Donna Mills dans :
  - L'obsession de Pat Bennett (1991) : Pat Bennett
  - Au nom de ma fille (1992) : Laura Elias
  - Un amour à haut risque (1993) : Nicky Wells
  - Une femme en péril (1994) : Kate
  - Dangereuses intentions (1995) : Beth Williamson
  - Retour sur la côte ouest (1997) : Abby Fairgate Cunningham Ewing Sumner
  - Mary Higgins Clark : La Maison au clair de Lune (1998) : Maggie Holloway
  - L'Amour à l'horizon (2007) : Margot Harper
  - Bricolage et remue-ménage (2008) : Elizabeth

- Mary-Margaret Humes dans :
  - Rivales (2000) : Hazel Show
  - Le prix de la perfection (2001) : Helene Lennox
  - Le Cœur de la famille (2010) : Mme Dougherty, la principale
  - Mon Père Noël bien-aimé (2012) : Katherine Green

- Connie Sellecca dans :
  - La Part du mensonge (1995) : Joan Quinn
  - La météorite du siècle (1997) : Kathleen Sorenson
  - La rivière du danger (1999) : Sarah Slavin

- 2015 : Coup de foudre à Harvest Moon : Rosie (Barbara Pollard)
- 2021 : Dans l'enfer d'une secte : Ruth (Candyce Hinkle)
- 2022 : La bataille des mariés : Rose Alexander (Paula Shaw)

#### Séries télévisées
- Amy Aquino dans (8 séries) :
  - High Secret City : La Ville du grand secret (1995-1996) : Dr Joanna « Joey » Diamond (12 épisodes)
  - Sept à la maison (1999) : Mme Williams (saison 4, épisode 8)
  - New York Police Blues (2000) : Annabelle Cito (saison 7, épisode 18)
  - Desperate Housewives (2007) : Erika Gold (saison 3, épisode 13)
  - Prison Break (2009) : la directrice Alice Simms (saison 4, épisodes 23 et 24)
  - Brothers and Sisters (2009-2010) : Dr Joan Avadon (saison 4)
  - Private Practice (2010) : Claire (saison 3, épisode 22)
  - The Good Fight (2020-2021) : Stella Corben (saison 4, épisode 7 et saison 5, épisode 1)

- Donna Mills dans (5 séries) :
  - Côte Ouest (1980-1993) : Abby Fairgate Cunningham Ewing Sumner (236 épisodes)
  - Melrose Place (1996-1997) : Sherry Doucette (saison 5)
  - Destins croisés (1999) : Linda MacCullen / Lana Kasalas (saison 1, épisode 12)
  - Rude Awakening (2000) : Linda (saison 2, épisode 20)
  - Nip/Tuck (2008 / 2010) : Lulu Grandiron (saison 5, épisode 12 et saison 6, épisode 17)

- Bonita Friedericy dans (5 séries) :
  - Chuck (2007-2012) : le général Diane Beckman (78 épisodes)
  - Castle (2012) : la Sœur Mary (saison 5, épisode 8)
  - Intelligence (2014) : la gouverneuse Christy Cameron (épisode 13)
  - Murder (2015) : Sandra Guthrie (saison 2, épisodes 2 et 3)
  - Grey's Anatomy : Station 19 (2021) : Suzie (saison 4, épisode 11)

- Mindy Cohn dans :
  - Drôle de vie (1979-1988) : Natalie Green (201 épisodes)
  - Bones (2014) : Valentina (saison 10, épisode 8)
  - The Middle (2014) : Kimberly (saison 5, épisode 24)
  - Palm Royale (2024) : Ann Holiday (mini-série)

- Mary-Margaret Humes dans (4 séries) :
  - Dawson (1998-2003) : Gail Leery (93 épisodes)
  - Les Anges du bonheur (2002) : Sandy Collette (saison 9, épisode 1)
  - Les Experts (2002) : Jeri Newman (saison 3, épisode 3)
  - Grey's Anatomy (2007) : Nancy Jennings (saison 3, épisode 21)

- Stephanie Faracy (en) dans (4 séries) :
  - Friends with Better Lives (2014) : Barbara (épisode 7)
  - Togetherness (2015) : Kris (saison 1, épisode 4)
  - Devious Maids (2016) : Frances (saison 4)
  - Murder (2016-2017) : Ellen Freeman (3 épisodes)

- Phylicia Rashād dans :
  - Cosby (1996-2000) : Ruth Lucas (95 épisodes)
  - Empire (2016-2018) : Diana DuBois (16 épisodes)
  - This Is Us (2019-2021) : Carol Clarke (4 épisodes)

- Swoosie Kurtz dans :
  - Love and Money (1999-2000) : Effie Conklin (13 épisodes)
  - Huff (2004-2006) : Madeleine Sullivan (8 épisodes)

- Rebecca Pidgeon dans :
  - The Shield (2004) : Joanna Faulks (1re voix - saison 3, épisodes 10 et 11)
  - The Unit : Commando d'élite (2006-2009) : Charlotte Ryan (14 épisodes)

- Dawnn Lewis dans :
  - Major Crimes (2014-2018) : Patrice Perry (11 épisodes)
  - iZombie (2018) : Mama Leone (saison 4)

- Rebecca Luker (en) dans :
  - NCIS : Nouvelle-Orléans (2018-2019) : Rose LaSalle (3 épisodes)
  - Bull (2020) : Michele Downey (saison 4, épisode 13)

- La croisière s'amuse : Julie McCoy (Lauren Tewes) (3e voix)
- Soap : Eunice Tate Leitner (Jennifer Salt)
- Mystères à Santa Rita : Dianne Benedict (Connie Sellecca)
- Les Dessous d'Hollywood : Karen Lancaster (Mary Crosby)
- Fame : Lydia Grant (Debbie Allen) (2e voix)
- Alerte à Malibu : Gina Pomeroy (Holly Gagnier)
- Huit, ça suffit ! : Susan Bradford (Susan Richardson)
- Power Rangers : Dimitria, Divatox
- Les Soprano : Barbara Giglione
- The L Word : Robin (Anne Ramsay)
- 1998-2002 : JAG : le lieutenant-commandant Teresa Coulter (Trisha Yearwood) (6 épisodes)
- 2007-2012 : Gossip Girl : Celia « CeCe » Rhodes (Caroline Lagerfelt) (10 épisodes)
- 2012-2017 : The Mindy Project : Beverley Janoczewski (Beth Grant) (79 épisodes)
- 2016 : The Odd Couple : Frannie (Vernee Watson-Johnson) (saison 2, épisode 12)
- 2017 : Emerald City : Mme Clifford (Laura Brook) (3 épisodes)
- 2017-2021 : Les Feux de l'amour : Dina Mergeron (Marla Adams (en)) (3e voix)
- 2018 : Succession : Joan (Lynne McCollough) (saison 1)
- 2018-2019 : Grey's Anatomy : Helen Karev (Lindsay Wagner) (4 épisodes)
- 2019-2020 / 2022 : The Crown : Elizabeth Bowes-Lyon, la reine-mère (Marion Bailey #2 puis Marcia Warren #3) (26 épisodes)
- 2020 : Penny Dreadful: City of Angels : Adelaide Finnister (Amy Madigan)
- 2020 : L'Autre Côté : Emilia Noval (Ángela Molina) (13 épisodes)
- 2021 : La Cuisinière de Castamar : Doña Mercedes de Castamar (Fiorella Faltoyano (es)) (12 épisodes)
- 2021 : Les Enquêtes de Vera : Helena Rossi (Pauline Moriarty) (saison 11, épisode 1)
- 2021-2023 : Young Rock : Lia Maivia (en) (Ana Tuisila) (36 épisodes)
- 2022 : After Life : ? (?) (saison 3)
- 2022 : The Terminal List : Carmen (Gigi Bermingham) (saison 1, épisode 3)
- 2022 : Inside Man : Hannah (Nancy Crane) (mini-série)
- 2022 : La Nuit où Laurier Gaudreault s'est réveillé : ? (?) (mini-série)
- 2023 : Faux Profil : ? (?)
- 2023 : À découvert (en) : ? (?)
- 2024 : Ancestral : ? (?)
- 2024 : Bodkin (en) : Margaret (Mary O'Driscoll)
- 2024 : Shrinking : Susan (Kelly Bishop) (saison 2)
- 2025 : Matlock (en) : Edith Seyegh (Danielle Kennedy) (saison 1, épisode 10)

#### Séries d'animation
- 1983 : Le Sourire du dragon : Diana
- Lady Oscar : Rosalie Lamorlière, Diane de Soisson
- Albator 84 : Mima, Emeraldas (épisode 22)
- Cathy la petite fermière : la tante de Martin
- Cobra : Sandra, Miss Madow, Sheila
- Cours, Annie cours : Mlle Gina Beausourire, Natasha, Paquerette, Fleur de Lotus
- Emi magique : la mère de Maï (épisodes 32, 37 et 38)
- Fiveman : Dordoranar
- 2000 : Norman Normal : Mme Charmant
- Futurama : la bureaucrate 17 Morgan Proctor, M'man (2e voix), Ndnd (2e voix)
- Grand Prix : Clara, Isabelle
- Jem et les Hologrammes : Stormer
- Le Collège fou, fou, fou : Mlle Hilary, Laura (épisodes 7 et 8), Mlle Macaron et Kiri (voix de remplacement)
- Patrouille 03 : Pamela Bondani
- Paul le pêcheur : Annabelle, Angèle, Hélène, mère de Charlie, Marie
- Sherlock Holmes : Mme Hudson, Mlle Sills, Ellen Roylott, Emily Pocus, Marie, Mlle Hamilton, Elisabeth
- 2021 : La Ligue des justiciers : Nouvelle Génération : Martha Kent (saison 4, épisode 8)
- 2022 : Tales of the Jedi : Jocasta Nu